# 東螺西堡
東螺西堡，是台灣中部自清治時期至日治初期的一個行政區劃，其範圍包括今彰化縣的北斗鎮全部、溪州鄉西部、埤頭鄉中南部及田尾鄉西南部一小塊地區。
東螺西堡西邊為深耕堡，西北為二林上堡，東北及東部為東螺東堡，南隔濁水溪與溪洲堡、西螺堡相望。

## 管轄街庄
東螺西堡共轄21個街庄：
- 今北斗鎮境內：北斗街、北斗庄、北勢藔庄
- 今溪州鄉境內：舊眉庄、溪洲庄、溪墘厝庄、三條圳庄、潮洋厝庄、水尾庄
- 今埤頭鄉境內：新庄仔庄、斗六甲庄、牛稠仔庄、番仔埔庄、三塊厝庄、大湖厝庄、路口厝庄、小埔心庄、崙仔庄、埤頭庄、連交厝庄
- 今田尾鄉境內：溪仔頂庄